# José Ángel Hermida Alonso
José Ángel Hermida Alonso (León, 1956) es un matemático español y rector de la Universidad de León. 

## Trayectoria académica
Licenciado en Matemáticas con premio extraordinario en la Universidad de Valladolid en 1978, se doctoró en ciencias, también en la universidad de Valladolid, en 1983. Comenzó su carrera académica como profesor no numerario en la universidad de Valladolid, donde trabajo desde 1978 hasta 1986, cuando pasó a ser titular de Álgebra, puesto que ocupó hasta 1994, año en el que se trasladó a la Universidad de León como catedrático de Álgebra. En 2003 accedió al puesto de catedrático en Matemática aplicada.
En 2008 se convirtió en el rector de la Universidad de León, puesto que revalidó en 2012.
En 2016 le sustituye en el cargo de rector de la universidad Juan Francisco García Marín tras vencer en las urnas.
- Datos: Q5937641